# Ернст-Фелікс Крюдер
Ернст-Фелікс Крюдер (нім. Ernst-Felix Krüder; 6 грудня 1897, Гамбург — 8 травня 1941, Індійський океан) — німецький офіцер, капітан-цур-зее крігсмаріне (1 лютого 1940). Кавалер Лицарського хреста Залізного хреста з дубовим листям.

## Біографія
У 1915 році після закінчення школи добровольцем вступив у кайзерліхмаріне. Пройшов навчання на навчальному кораблі «Фрейя» і отримав призначення на «Кеніг». Брав участь на ньому в Ютландському бою. Закінчив штурманські курси. Перша офіцерська посада — вахтовий офіцер на «Бреслау». У 1917 році брав участь у прориві «Гебена» і «Бреслау» в Чорне море. Потім був переведений на «Гебен», де 13 грудня 1917 року одержав звання лейтенанта-цур-зее.
У 1920 році відновився на флоті. Працював у береговій службі, потім служив на тральщиках. З 1924 по 1926 рік працював у військово-морському штабі на Балтиці. Перед Другою світовою війною служив на крейсерах «Карлсруе» і «Кенігсберг».
З листопада 1939 року — командир корабля № 33, який з початку лютого 1940 року називався допоміжним крейсером «Пінгвін» і 15 червня 1940 року вийшов у море для ведення торгової війни. З 357 днів рейдерства потопив 28 торгових суден союзників загальною водотоннажністю 136 551 брт і захопив як приз декілька кораблів (53 012 брт). Крюдер був найрезультативнішим капітаном допоміжного крейсера. Загинув на борту «пінгвіна», коли той був потоплений британським важким крейсером «Корнуолл» на схід від Сомалі і на північний захід від Сейшельських островів.

## Нагороди
- Залізний хрест 2-го і 1-го класу
- Військова медаль (Османська імперія) (23 січня 1918)
- Почесний хрест ветерана війни з мечами
- Медаль «За вислугу років у Вермахті» 4-го, 3-го і 2-го класу (18 років)
- Застібка до Залізного хреста
  - 2-го класу (30 серпня 1940)
  - 1-го класу (11 жовтня 1940)
- Нагрудний знак допоміжних крейсерів
- Лицарський хрест Залізного хреста з дубовим листям
  - лицарський хрест (22 грудня 1940)
  - дубове листя (№ 40; 15 листопада 1941) — нагороджений посмертно.
- Відзначений у Вермахтберіхт (26 червня 1941)